# La Tourlandry
La Tourlandry est une ancienne commune française située dans le département de Maine-et-Loire, en région Pays de la Loire. Ce village angevin se situe dans la région des Mauges.
Le 15 décembre 2015, elle est devenue une commune déléguée au sein de la commune nouvelle de Chemillé-en-Anjou.
C'est sur la commune de La Tourlandry que l'on trouve le point le plus haut du département.

## Géographie
Commune angevine des Mauges, La Tourlandry se situe au nord-est de Vezins, sur les routes D 65, Chemillé / Vezins, et D 133, Trémentines / Coron.
La Trottière est le point culminant de Maine-et-Loire, à 216 mètres d'altitude,,, suivi de près par le Puy de la Garde, qui se trouve à quelques kilomètres à l'ouest sur la commune de Saint-Georges-des-Gardes.

## Toponymie
Formes anciennes du nom : Castellum, quod Turris Landrici vocabatur en 1100 cicra, Locus qui dicitur Turris Landrici en 1107 circa, Ecclesia sancti Vincentii de Turre, oresbyter de Turre Landrici en 1187, La Tour Landry en 1793 et 1801, puis La Tourlandry,,.
Gentilé : Les habitants de Tourlandry s'appellent les Landericiens et Landericiennes,.

## Histoire
D’après la tradition orale et de vieux manuscrits, treize croix de bois établies autrefois en ce lieu furent renouvelées en 1878 par le Curé Pierre Vincent, en mémoire aux XVI et XVII siècles, d'autant de victoires de catholiques sur des Huguenots. Le monument mémoriel qui y sera associé, est inauguré le 8 octobre 1878 par Charles-Émile Freppel, Évêque d'Angers.
Un projet de fusion de l'ensemble des communes de l'intercommunalité se dessine en 2014. Le 2 juillet 2015, les conseils municipaux de l'ensemble des communes du territoire communautaire votent la création d'une commune nouvelle au 15 décembre 2015.

## Politique et administration

### Administration municipale

#### Administration actuelle
Depuis le 15 décembre 2015, La Tourlandry constitue une commune déléguée au sein de la commune nouvelle de Chemillé-en-Anjou et dispose d'un maire délégué.
| Période                                  | Période  | Identité           | Étiquette | Qualité |
| ---------------------------------------- | -------- | ------------------ | --------- | ------- |
| 15 décembre 2015                         | mai 2020 | Joseph Menanteau   |           |         |
| mai 2020                                 |          | Christelle Barbeau |           |         |
| Les données manquantes sont à compléter. |          |                    |           |         |

#### Administration ancienne
| Période                                  | Période          | Identité         | Étiquette | Qualité |
| ---------------------------------------- | ---------------- | ---------------- | --------- | ------- |
| 1890                                     | 1900             | Joseph Boussion  |           |         |
| 1900                                     | 1912             | Jean Leger       |           |         |
| 1912                                     | 1942             | Paul Jouin       |           |         |
| 1942                                     | 1955             | René Bénard      |           |         |
| 1955                                     | 1962             | Mathurin Bernier |           |         |
| 1962                                     | 1971             | Maurice Chiron   |           |         |
| 1971                                     | 1989             | François Girard  |           |         |
| 1989                                     | 2003             | Michel Guéry     |           |         |
| mars 2003                                | mars 2014        | Bernard Augereau |           |         |
| mars 2014                                | 14 décembre 2015 | Joseph Ménanteau |           |         |
| Les données manquantes sont à compléter. |                  |                  |           |         |

### Ancienne situation administrative
La commune était membre de la communauté de communes de la région de Chemillé, elle-même membre du syndicat mixte Pays des Mauges. La communauté de communes cesse d'exister le 15 décembre 2015 et ses compétences sont transférées à la commune nouvelle de Chemillé-en-Anjou.

## Population et société

### Évolution démographique
L'évolution du nombre d'habitants est connue à travers les recensements de la population effectués dans la commune depuis 1793. À partir du 1er janvier 2009, les populations légales des communes sont publiées annuellement dans le cadre d'un recensement qui repose désormais sur une collecte d'information annuelle, concernant successivement tous les territoires communaux au cours d'une période de cinq ans. 
Pour les communes de moins de 10 000 habitants, une enquête de recensement portant sur toute la population est réalisée tous les cinq ans, les populations légales des années intermédiaires étant quant à elles estimées par interpolation ou extrapolation. Pour la commune, le premier recensement exhaustif entrant dans le cadre du nouveau dispositif a été réalisé en 2005,.
En 2013, la commune comptait 1 344 habitants, en évolution de +7,18 % par rapport à 2008 (Maine-et-Loire : +3,3 %, France hors Mayotte : +2,49 %).
| 1793  | 1800  | 1806  | 1821  | 1831  | 1836  | 1841  | 1846  | 1851  |
| ----- | ----- | ----- | ----- | ----- | ----- | ----- | ----- | ----- |
| 2 022 | 1 623 | 1 477 | 1 750 | 1 781 | 1 827 | 1 796 | 1 836 | 1 664 |

| 1856  | 1861  | 1866  | 1872  | 1876  | 1881  | 1886  | 1891  | 1896  |
| ----- | ----- | ----- | ----- | ----- | ----- | ----- | ----- | ----- |
| 1 762 | 1 799 | 1 802 | 1 717 | 1 644 | 1 572 | 1 556 | 1 491 | 1 438 |

| 1901  | 1906  | 1911  | 1921  | 1926  | 1931 | 1936 | 1946 | 1954 |
| ----- | ----- | ----- | ----- | ----- | ---- | ---- | ---- | ---- |
| 1 310 | 1 229 | 1 174 | 1 042 | 1 009 | 985  | 927  | 873  | 895  |

| 1962 | 1968 | 1975 | 1982  | 1990  | 1999  | 2005  | 2010  | 2013  |
| ---- | ---- | ---- | ----- | ----- | ----- | ----- | ----- | ----- |
| 930  | 931  | 951  | 1 112 | 1 206 | 1 198 | 1 185 | 1 286 | 1 344 |

### Pyramide des âges
La population de la commune est relativement jeune. Le taux de personnes d'un âge supérieur à 60 ans (18,2 %) est en effet inférieur au taux national (21,8 %) et au taux départemental (21,4 %).
Contrairement aux répartitions nationale et départementale, la population masculine de la commune est supérieure à la population féminine (52,1 % contre 48,7 % au niveau national et 48,9 % au niveau départemental).
La répartition de la population de la commune par tranches d'âge est, en 2008, la suivante :
- 52,1 % d’hommes (0 à 14 ans = 20,7 %, 15 à 29 ans = 21,1 %, 30 à 44 ans = 20,7 %, 45 à 59 ans = 21,4 %, plus de 60 ans = 16 %) ;
- 47,9 % de femmes (0 à 14 ans = 20,6 %, 15 à 29 ans = 15,7 %, 30 à 44 ans = 21 %, 45 à 59 ans = 22,2 %, plus de 60 ans = 20,6 %).

| Hommes | Classe d’âge | Femmes |
| ------ | ------------ | ------ |
| 0,3    | 90 ans ou +  | 0,9    |
| 5,7    | 75 à 89 ans  | 7,9    |
| 10,0   | 60 à 74 ans  | 11,8   |
| 21,4   | 45 à 59 ans  | 22,2   |
| 20,7   | 30 à 44 ans  | 21,0   |
| 21,1   | 15 à 29 ans  | 15,7   |
| 20,7   | 0 à 14 ans   | 20,6   |

| Hommes | Classe d’âge | Femmes |
| ------ | ------------ | ------ |
| 0,4    | 90 ans ou +  | 1,1    |
| 6,3    | 75 à 89 ans  | 9,5    |
| 12,1   | 60 à 74 ans  | 13,1   |
| 20,0   | 45 à 59 ans  | 19,4   |
| 20,3   | 30 à 44 ans  | 19,3   |
| 20,2   | 15 à 29 ans  | 18,9   |
| 20,7   | 0 à 14 ans   | 18,7   |

## Économie
Sur 100 établissements présents sur la commune à fin 2010, 46 % relevaient du secteur de l'agriculture (pour une moyenne de 17 % sur le département), 8 % du secteur de l'industrie, 9 % du secteur de la construction, 32 % de celui du commerce et des services et 5 % du secteur de l'administration et de la santé.

## Culture locale et patrimoine

### Lieux et monuments
- Le calvaire sur la route de Coron, érigé en 1867[21], d'une hauteur d'une dizaine de mètres, composé de blocs de granit[22].
- Le château de La Giraudière, construit en 1846[23].
- Demeure dite château de la Tourlandry, du XVIIIe siècle[24].
- L'ancienne église paroissiale Saint-Vincent-de-Saragosse, près du château des La Tour Landry, brulée le 22 janvier 1794 par les colonnes du Général Thureau, et reconstruite à partir de 1804, dont il ne reste que le clocher[25],[26],[22].
- L'église Saint-Vincent construite à partir de 1895[27], consacrée le 5 septembre 1900 par Mgr Pineau. Le clocher et la toiture de l'église ont été détruits en totalité par un incendie le 5 août 2010. Les cloches sont tombées durant les nuits qui ont suivi le sinistre. Après plus de trois ans de travaux, l'église rouvre le 13 décembre 2013[28]. L'architecte utilisé le monument en ménageant dans les collatéraux, deux salles, une bibliothèque et une salle paroissiale. Les voutes de l'église incendiée n'ont pas été rétablies, mais une charpente en bois venant buter sur la tour clocher, et sur le mur ouest.
- Ensemble commémoratif dit les Treize-Croix, de 1878[29] ; serait le mémorial de 13 victoires des catholiques sur les Huguenots aux XVIe et XVIIe siècles[22].
- Grosse Pierre de la Rigaudière[30] ou Pierre qui tourne, d'une hauteur de 3,30 m et surmonté d'une croix[22].
- Le Jardin des Chirons, près des Treize Croix, représentation du sol granitique du territoire réalisée en 2004 dans le cadre du sentier des Crêtes[22].

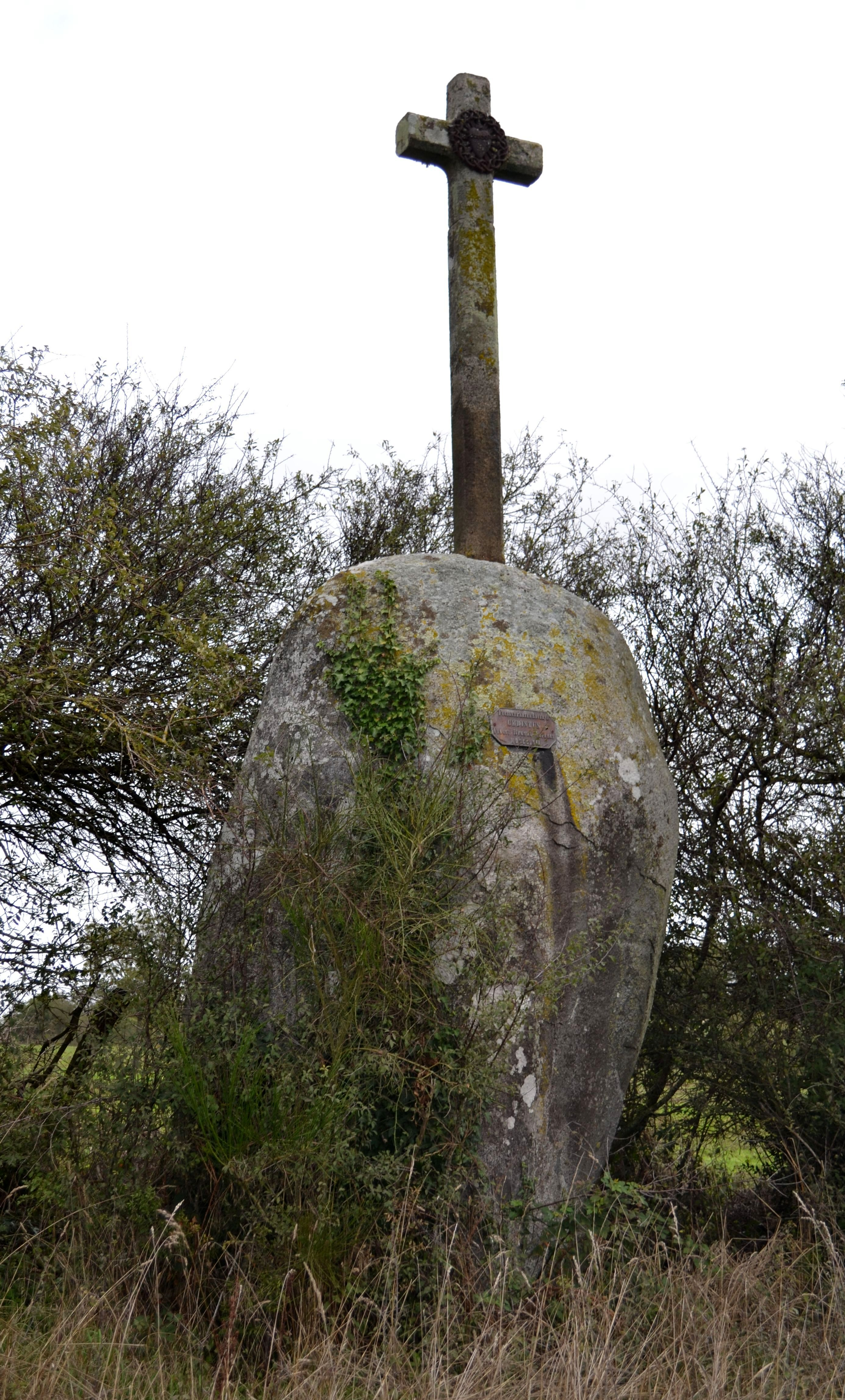
Grosse Pierre de la Riagudière
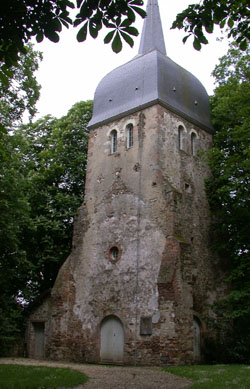
Église du château.
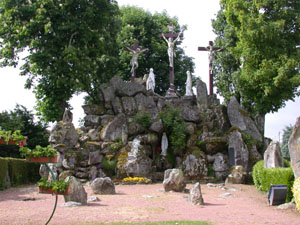
Calvaire.

### Personnalités liées à la commune
- Geoffroy de La Tour-Landry, noble et écrivain du XIVe siècle, dont la notoriété tient au Livre pour l'enseignement de ses filles (1371-1373).
- Louis-Marie Pineau M.E.P. (1842-1921), missionnaire et vicaire apostolique du Tonkin-Méridional.
- Louis Bricard, producteur et distributeur de musique et producteur de télévision français, y est né le 2 avril 1940.